# Haudrecy
Haudrecy is een gemeente in het Franse departement Ardennes in de regio Grand Est en maakt deel uit van het arrondissement Charleville-Mézières. De gemeente telde 328 inwoners op 1 januari 2022.

## Geschiedenis
De gemeente werd op 22 maart 2015 opgenomen in nieuwgevormde kanton Charleville-Mézières-1 nadat het kanton Renwez, waar de gemeente tot dan toe onder viel, werd opgeheven.

## Geografie
De oppervlakte van Haudrecy bedraagt 3,36 vierkante kilometer; Op 1 januari 2022 was de bevolkingsdichtheid 97,6 inwoners per km².
De onderstaande kaart toont de ligging van Haudrecy met de belangrijkste infrastructuur en aangrenzende gemeenten.

## Demografie
Onderstaande figuur toont het verloop van het inwonertal.
Vanwege een beveiligingsprobleem met de MediaWiki Graph-software is het momenteel niet mogelijk deze grafiek weer te geven. Zodra de software is bijgewerkt zal de grafiek vanzelf weer zichtbaar worden.

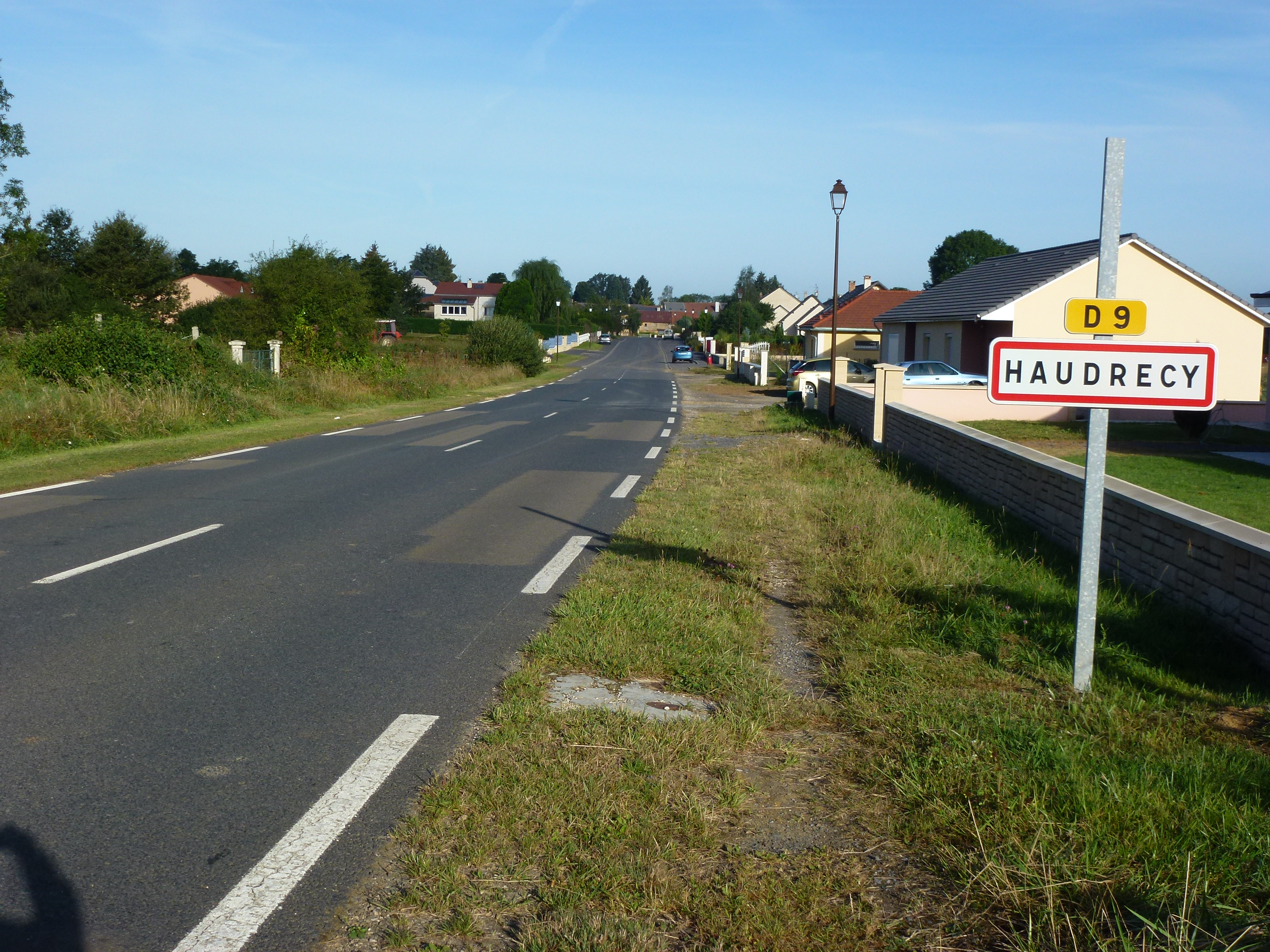
Entree van Haudrecy
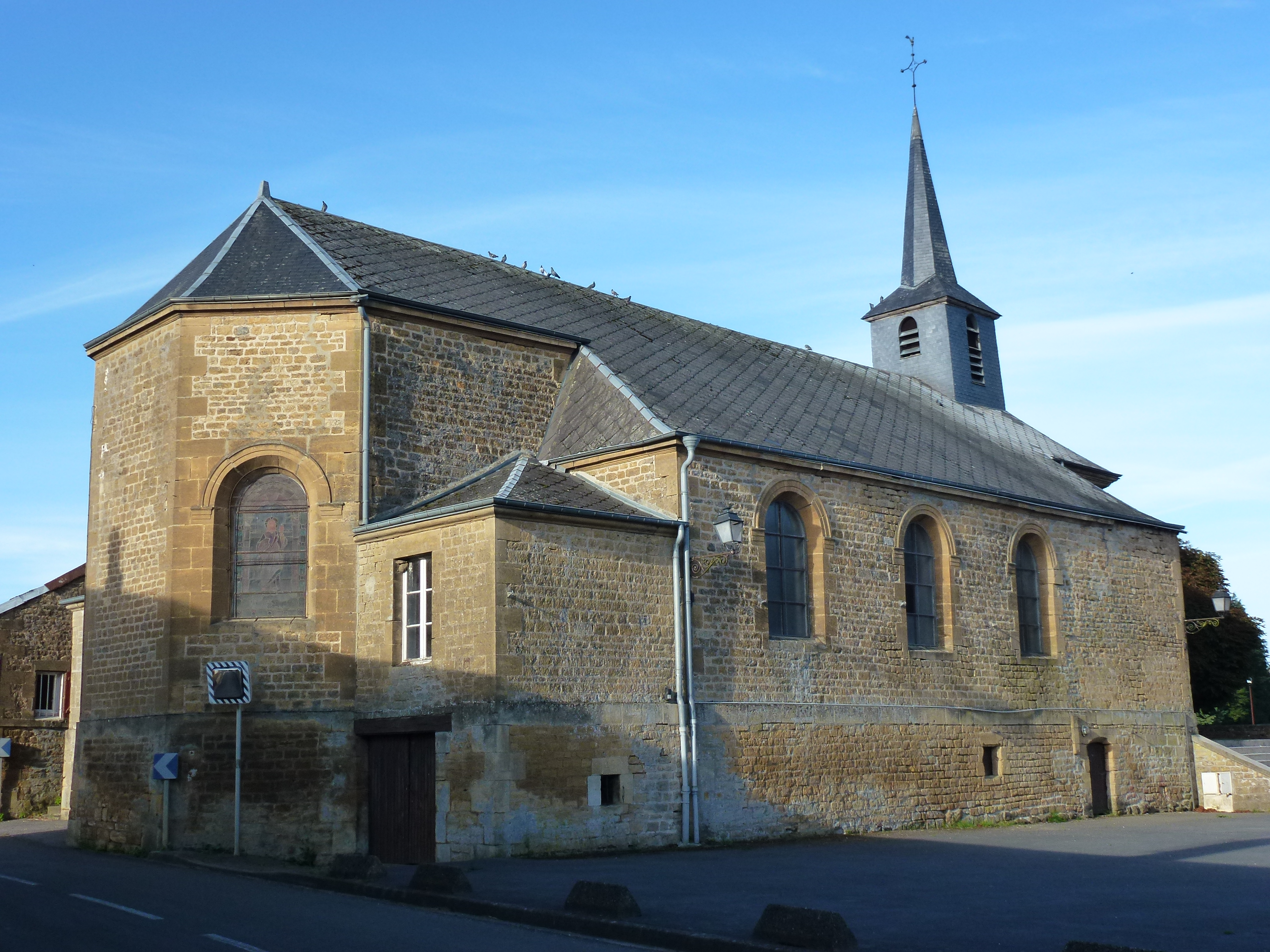
Kerk